# 科托卡

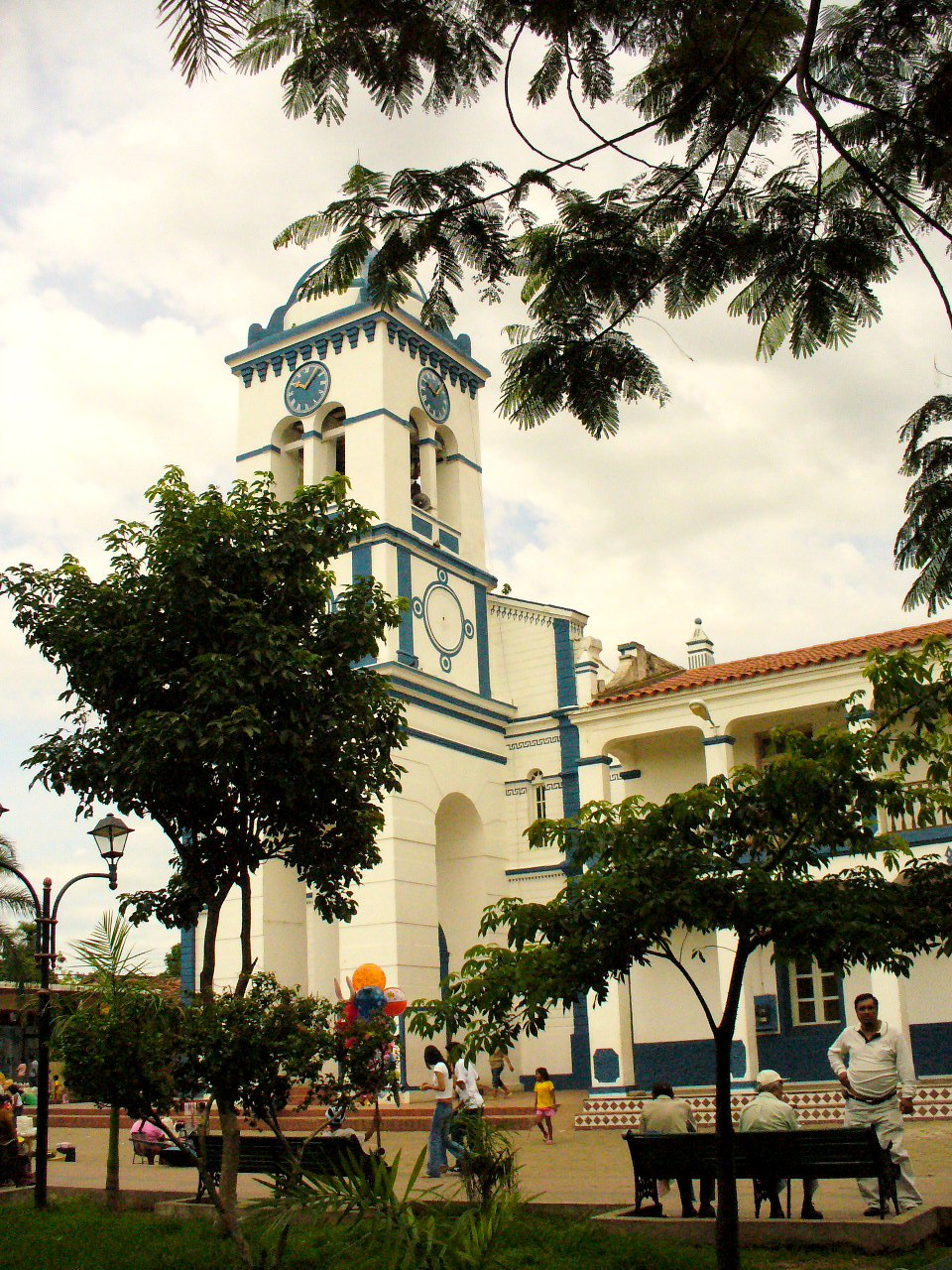

科托卡是玻利維亞的城鎮，由聖克魯斯省負責管轄，位於該國中部，距離首府聖克魯斯約20公里，面積8.35平方公里，海拔高度363米，每年平均降雨量約1,000毫米，2012年人口26,305。
17°45′14″S 62°59′49″W / 17.7539°S 62.9969°W